# Pars-lès-Romilly
Pars-lès-Romilly [paʁ lɛ ʁɔmiji] est une commune française, située dans le département de l'Aube en région Grand Est.

## Géographie
| Saint-Hilaire-sous-Romilly | Romilly-sur-Seine | Maizières-la-Grande-Paroisse |
|                            | Pars-lès-Romilly  |                              |
| Saint-Martin-de-Bossenay   |                   | Origny-le-Sec                |

### Hydrographie

#### Réseau hydrographique
La commune est dans la région hydrographique « la Seine de sa source au confluent de l'Oise (exclu) » au sein du bassin Seine-Normandie. Elle est drainée par le ruisseau de Pars, le Fossé 01 du Pont de Pierre, le Fossé 08 des Marais, le Moulinard et la noue aux Filles,.

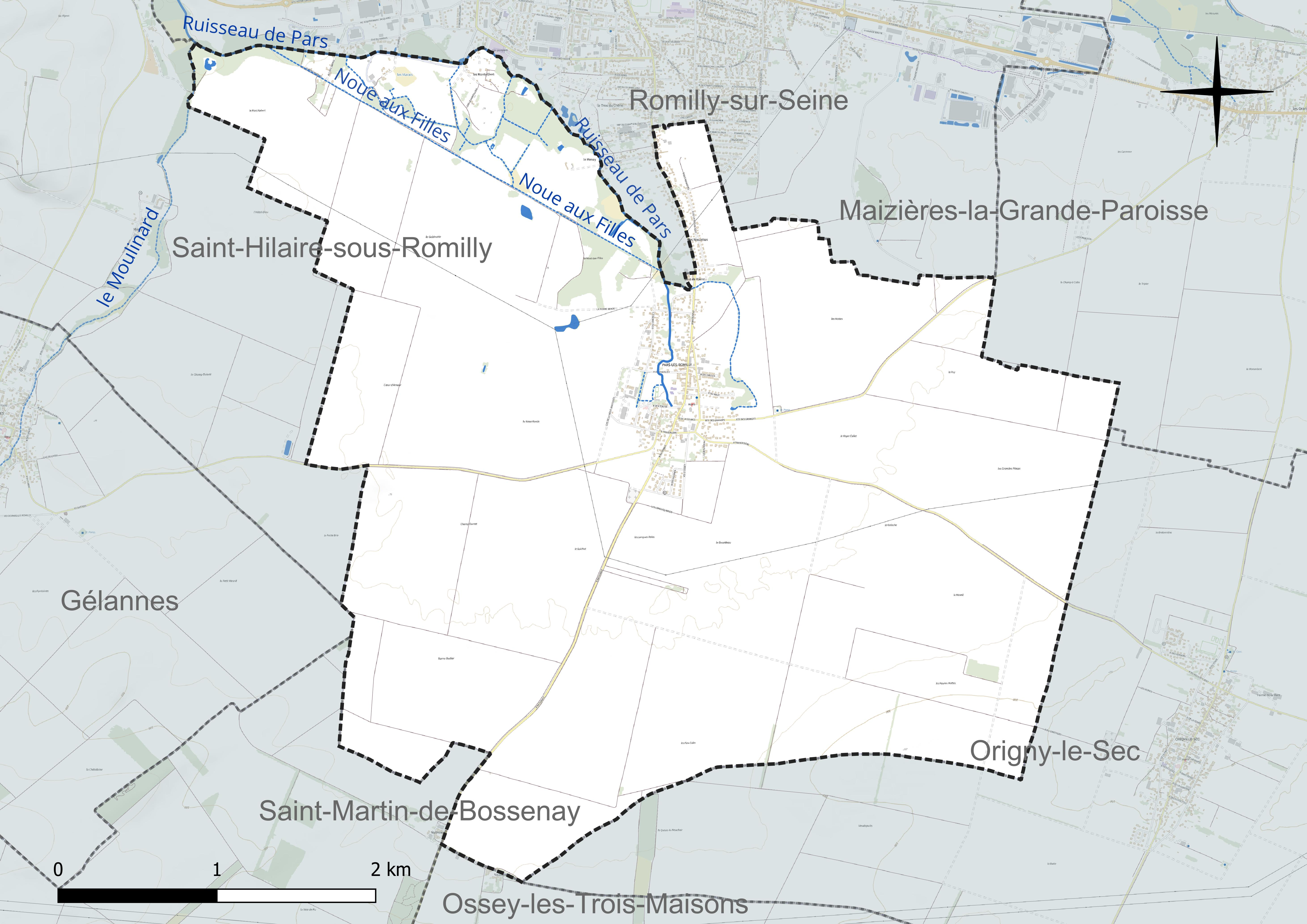
Réseau hydrographique de Pars-lès-Romilly.

#### Gestion et qualité des eaux
Le territoire communal est couvert par le schéma d'aménagement et de gestion des eaux (SAGE) « Bassée Voulzie ». Ce document de planification concerne le territoire du bassin versant de l'Armançon qui s’étend sur 1 710 km2 et se répartit sur trois départements (l'Aube, l'Yonne et la Marne). Le périmètre a été arrêté le 2 septembre 2016, le diagnostic a été validé le 29 novembre 2022. La structure porteuse de l'élaboration et de la mise en œuvre est le Syndicat mixte ouvert de l’eau potable, de l’assainissement collectif, de l’assainissement non collectif, des milieux aquatiques et de la démoustication (SDDEA), dont le siège est à Troyes.
La qualité des cours d’eau peut être consultée sur un site dédié géré par les agences de l’eau et l’Agence française pour la biodiversité.

### Climat
Pour des articles plus généraux, voir Climat du Grand Est et Climat de l'Aube.
En 2010, le climat de la commune est de type climat océanique dégradé des plaines du Centre et du Nord, selon une étude du Centre national de la recherche scientifique s'appuyant sur une série de données couvrant la période 1971-2000. En 2020, Météo-France publie une typologie des climats de la France métropolitaine dans laquelle la commune est exposée à un climat océanique altéré et est dans la région climatique Nord-est du bassin Parisien, caractérisée par un ensoleillement médiocre, une pluviométrie moyenne régulièrement répartie au cours de l’année et un hiver froid (3 °C).
Pour la période 1971-2000, la température annuelle moyenne est de 10,6 °C, avec une amplitude thermique annuelle de 16 °C. Le cumul annuel moyen de précipitations est de 653 mm, avec 10,9 jours de précipitations en janvier et 7,4 jours en juillet. Pour la période 1991-2020, la température moyenne annuelle observée sur la station météorologique de Météo-France la plus proche, « Romilly », sur la commune de Romilly-sur-Seine à 3 km à vol d'oiseau, est de 11,2 °C et le cumul annuel moyen de précipitations est de 619,5 mm. 
La température maximale relevée sur cette station est de 42,3 °C, atteinte le 25 juillet 2019 ; la température minimale est de −25,2 °C, atteinte le 6 janvier 1971,,.
Les paramètres climatiques de la commune ont été estimés pour le milieu du siècle (2041-2070) selon différents scénarios d'émission de gaz à effet de serre à partir des nouvelles projections climatiques de référence DRIAS-2020. Ils sont consultables sur un site dédié publié par Météo-France en novembre 2022.

## Urbanisme

### Typologie
Au 1er janvier 2024, Pars-lès-Romilly est catégorisée commune rurale à habitat dispersé, selon la nouvelle grille communale de densité à 7 niveaux définie par l'Insee en 2022.
Elle appartient à l'unité urbaine de Romilly-sur-Seine, une agglomération intra-départementale dont elle est une commune de la banlieue,. Par ailleurs la commune fait partie de l'aire d'attraction de Romilly-sur-Seine, dont elle est une commune de la couronne,. Cette aire, qui regroupe 26 communes, est catégorisée dans les aires de moins de 50 000 habitants,.

### Occupation des sols
L'occupation des sols de la commune, telle qu'elle ressort de la base de données européenne d’occupation biophysique des sols Corine Land Cover (CLC), est marquée par l'importance des territoires agricoles (94,8 % en 2018), une proportion sensiblement équivalente à celle de 1990 (95,1 %). La répartition détaillée en 2018 est la suivante : 
terres arables (87,7 %), zones agricoles hétérogènes (7 %), zones urbanisées (4,7 %), forêts (0,6 %). L'évolution de l’occupation des sols de la commune et de ses infrastructures peut être observée sur les différentes représentations cartographiques du territoire : la carte de Cassini (XVIIIe siècle), la carte d'état-major (1820-1866) et les cartes ou photos aériennes de l'IGN pour la période actuelle (1950 à aujourd'hui).

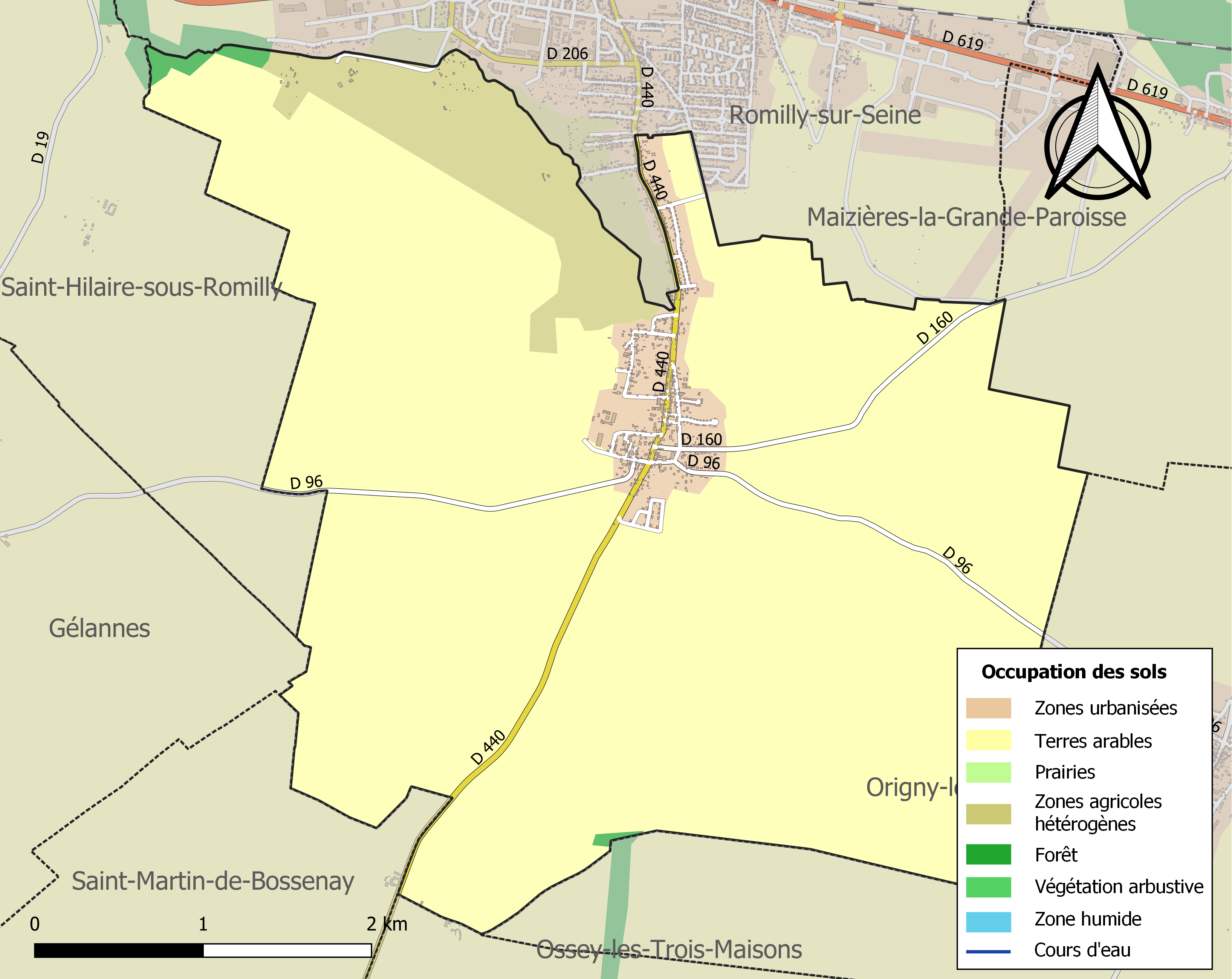
Carte des infrastructures et de l'occupation des sols de la commune en 2018 (CLC).

## Histoire

### Mesnil-les-Pars
Dit aussi le Mesnil, ancien hameau dont le finage appartenait au fief de Romilly et en arrière fief à Pont. Son territoire était sur Pars-lès-Romilly et Saint-Hilaire-sous-Romilly, il n'y avait plus de maison en 1740. L'un des derniers seigneurs était François Bouthillier de Chavigny évêque de Troyes.

## Politique et administration
| Période                                  | Période      | Identité             | Étiquette | Qualité                              |
| ---------------------------------------- | ------------ | -------------------- | --------- | ------------------------------------ |
| mars 2001                                | 2008         | M. Lucien Pasquet    |           |                                      |
| mars 2008                                | 2014         | M. Jean-Marie Corbet |           |                                      |
| mars 2014                                | juillet 2018 | M. Philippe Benoît   | DVG       | Employé                              |
| juillet 2018                             | en cours     | Marianne Joly,       |           | Professeure, profession scientifique |
| Les données manquantes sont à compléter. |              |                      |           |                                      |

## Démographie
L'évolution du nombre d'habitants est connue à travers les recensements de la population effectués dans la commune depuis 1793. Pour les communes de moins de 10 000 habitants, une enquête de recensement portant sur toute la population est réalisée tous les cinq ans, les populations de référence des années intermédiaires étant quant à elles estimées par interpolation ou extrapolation. Pour la commune, le premier recensement exhaustif entrant dans le cadre du nouveau dispositif a été réalisé en 2008.

En 2022, la commune comptait 834 habitants, en évolution de +0,12 % par rapport à 2016 (Aube : +0,7 %, France hors Mayotte : +2,11 %).
| 1793 | 1800 | 1806 | 1821 | 1831 | 1836 | 1841 | 1846 | 1851 |
| ---- | ---- | ---- | ---- | ---- | ---- | ---- | ---- | ---- |
| 165  | 182  | 198  | 205  | 233  | 235  | 234  | 255  | 249  |

| 1856 | 1861 | 1866 | 1872 | 1876 | 1881 | 1886 | 1891 | 1896 |
| ---- | ---- | ---- | ---- | ---- | ---- | ---- | ---- | ---- |
| 253  | 274  | 260  | 246  | 247  | 248  | 273  | 297  | 300  |

| 1901 | 1906 | 1911 | 1921 | 1926 | 1931 | 1936 | 1946 | 1954 |
| ---- | ---- | ---- | ---- | ---- | ---- | ---- | ---- | ---- |
| 290  | 287  | 302  | 312  | 366  | 422  | 425  | 403  | 411  |

| 1962 | 1968 | 1975 | 1982 | 1990 | 1999 | 2006 | 2008 | 2013 |
| ---- | ---- | ---- | ---- | ---- | ---- | ---- | ---- | ---- |
| 394  | 406  | 678  | 714  | 713  | 684  | 747  | 764  | 812  |

| 2018 | 2022 | - | - | - | - | - | - | - |
| ---- | ---- | - | - | - | - | - | - | - |
| 814  | 834  | - | - | - | - | - | - | - |

## Culture locale et patrimoine

### Lieux et monuments
- Église Saint-Martin de Pars-lès-Romilly des XIIe – XVIe siècles avec une nef remaniée au XIXe siècle. L'édifice est construit sur une butte artificielle qui passe pour être un ancien tumulus ;
- Ancien château ;
- Croix de chemins et croix de cimetière près de l'église.

### Héraldique
| Blason de Pars-lès-Romilly | Blason  | Écartelé : au 1er et 4e d'azur à la bande d'argent côtoyée de deux doubles cotices potencées et contre-potencées d'or, au 2e de gueules à une gerbe de blé d'or, au 3e de gueules à une tête de bélier d'argent accornée d'or. |
| Blason de Pars-lès-Romilly | Détails | Le statut officiel du blason reste à déterminer. |